# Pardubice hlavní nádraží
Pardubice hlavní nádraží je železniční stanice v Pardubicích. Je spojovacím uzlem tratí Praha – Česká Třebová, Pardubice–Liberec a Pardubice – Havlíčkův Brod, do něhož ústí celkem čtyři železniční tratě ze směru od Prahy, Olomouce, Hradce Králové a Chrudimi. Stanice je elektrizovaná (3 kV ss), je orientována ve směru východ–západ. Staniční budova je jednou z nejvýznamnějších staveb poválečného funkcionalismu, významná budova pardubické architektury vyprojektovaná architektem Karlem Řepou. Budova z roku 1958 má zachovalé původní interiéry a je památkově chráněna. Budova je majetkem České republiky a provozovatelem je Správa železnic. V letech 2020–2024 proběhla rekonstrukce kolejiště a nástupišť (přibylo jedno nové), rekonstrukce výpravní budovy probíhá od roku 2021 do konce roku 2026.
Součástí stanice Pardubice hlavní nádraží je také zastávka Pardubice centrum, zprovozněná v červnu 2024.

## Historie

### První a druhé nádraží

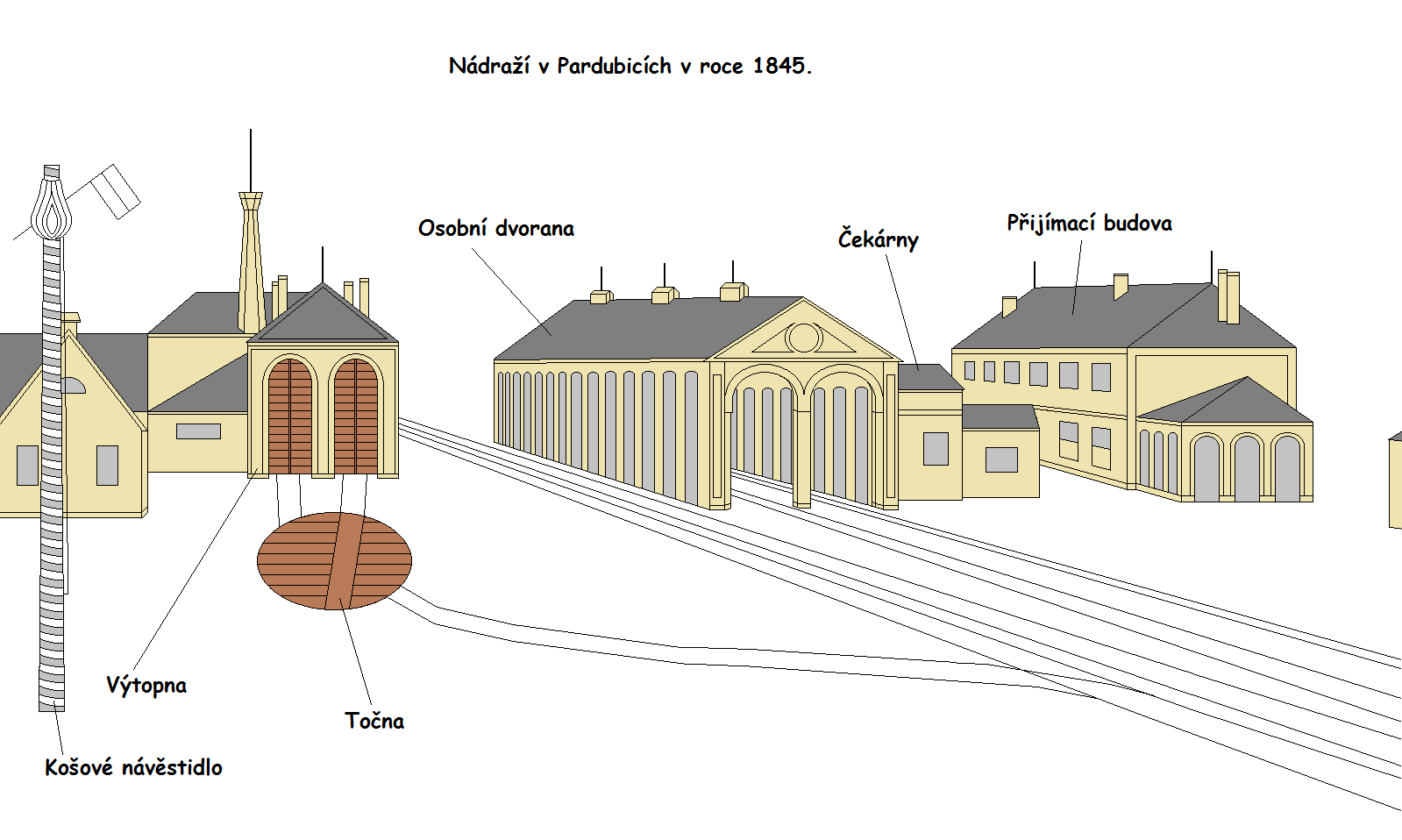
První nádraží v roce 1845 vystavěné podnikatelem Fleischmannem dle Junglingových plánů

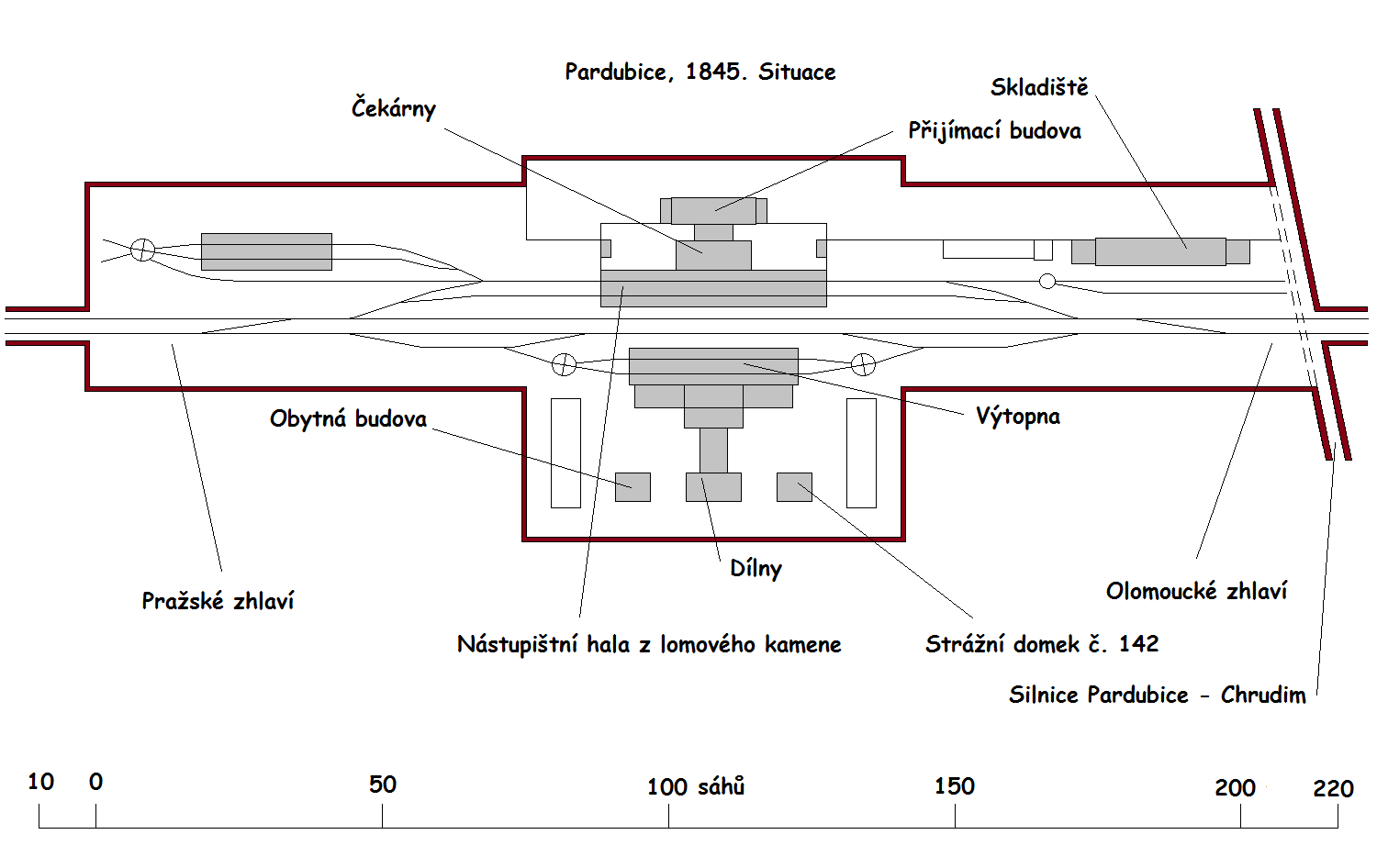
Uspořádání kolejiště v roce 1845

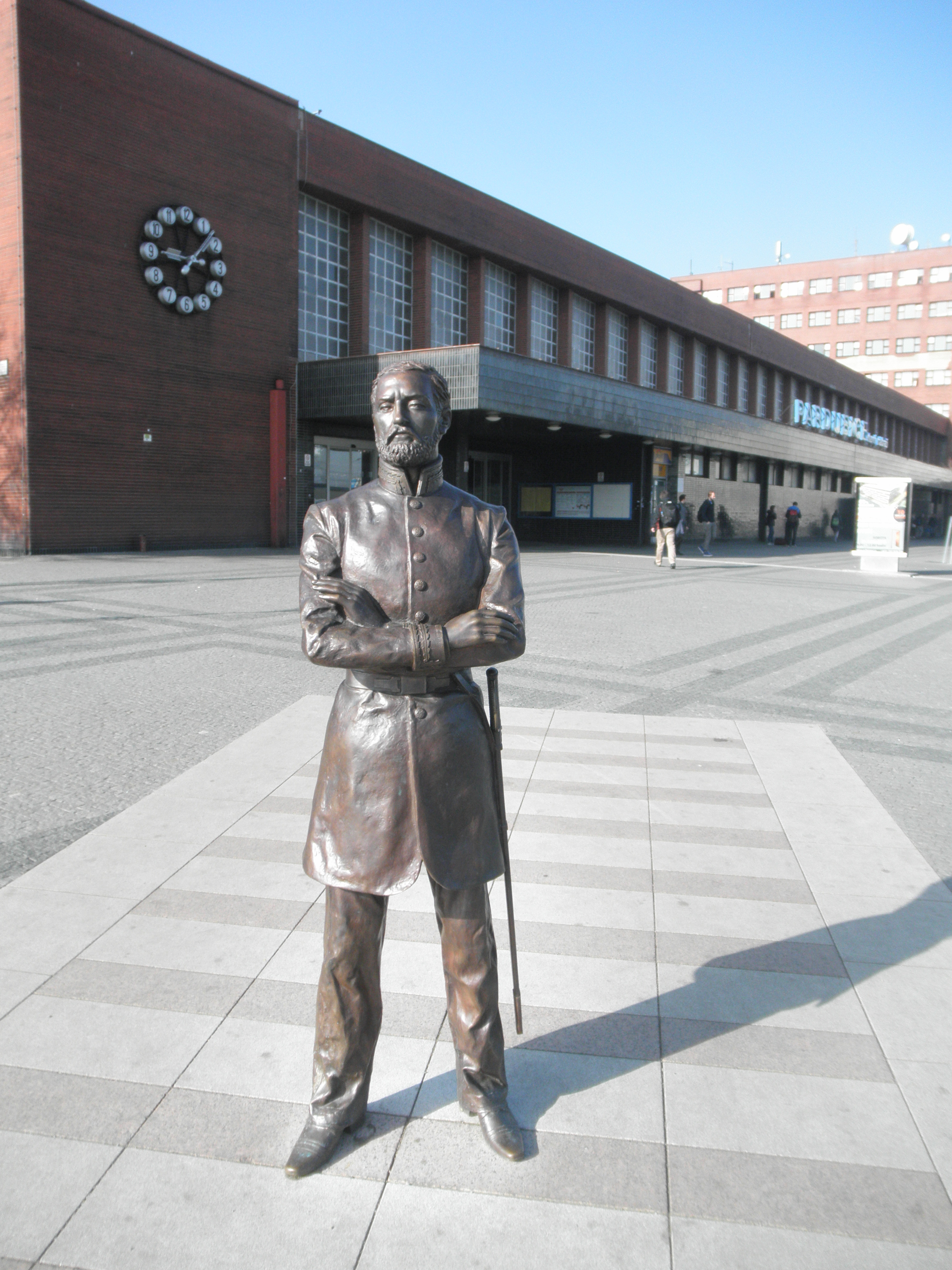
Bronzová socha Jana Pernera na náměstí Jana Pernera před nádražím v Pardubicích. Sochu vytvořil Jaroslav Brož v roce 2017.

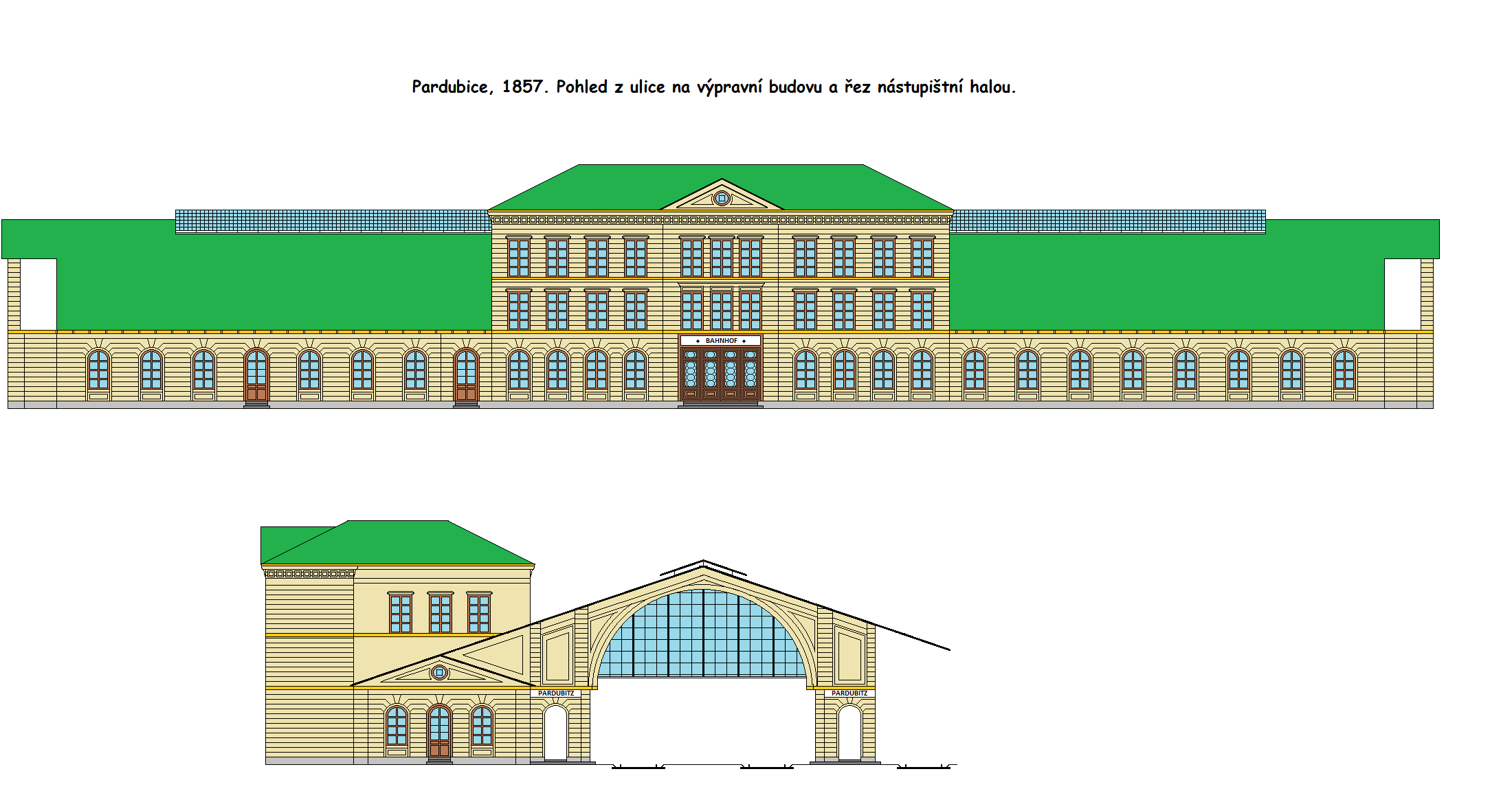
Původní společná výpravní budova. Dle návrhů Karla Schumanna vypracoval inženýr Franz Nitsch, projekt byl schválen v roce 1857

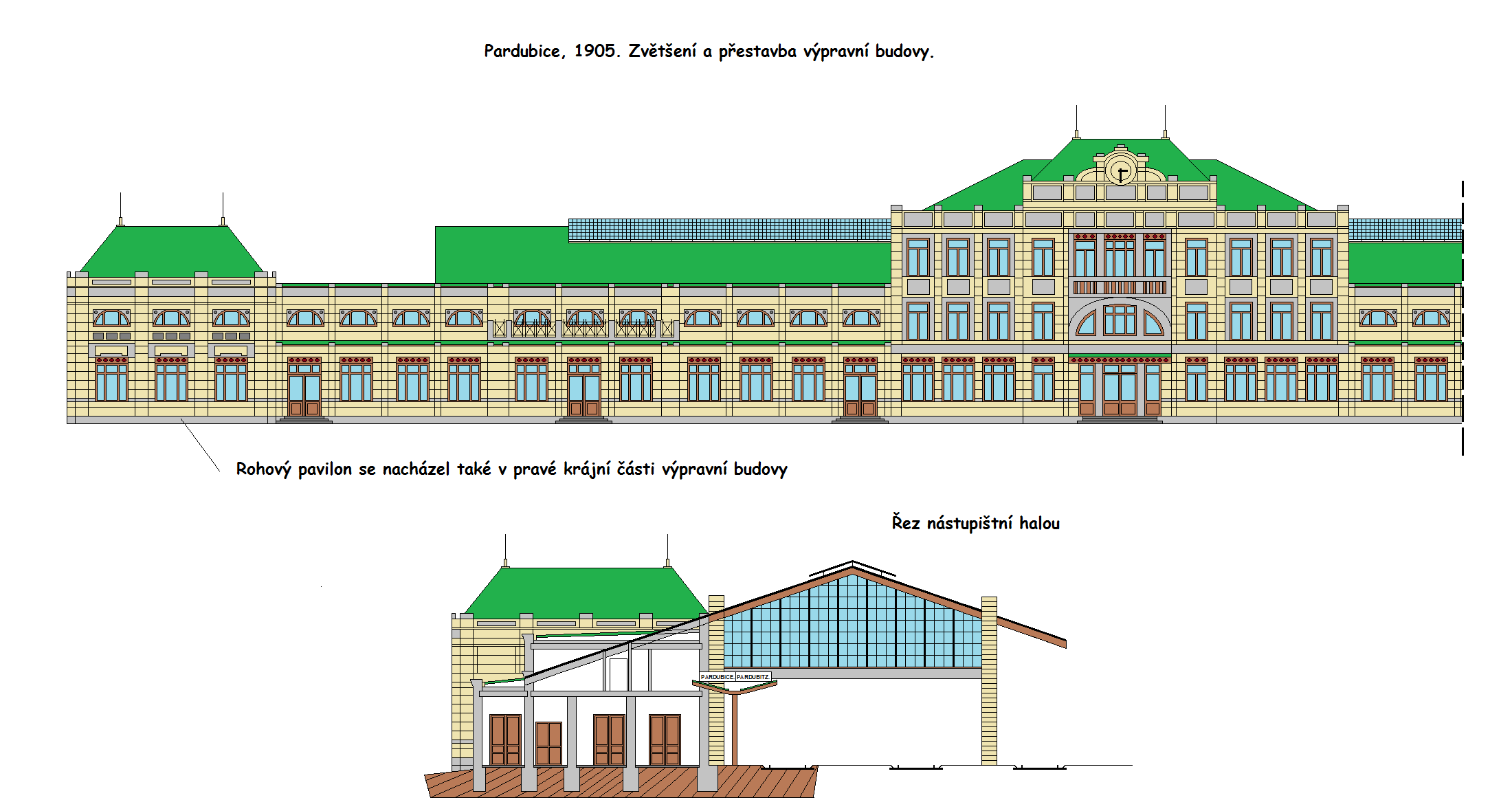
Původní společná výpravní budova po přestavbě dle návrhu Franze Uhla. Přestavba probíhala v letech 1905 až 1907, k předání budovy došlo v roce 1908

První železniční stanice v Pardubicích byla vystavěna v letech 1844 až 1845 podnikatelem Fleischmannem dle plánů architekta Antona Jünglinga (na Zeleném předměstí mezi silnicí do Chrudimi a do Přelouče). Do soutěže na výstavbu nového nádraží přišlo pět nabídek. Podnikatel A. D. Fleischmann podal nabídku s rozpočtem 98 080 zlatých, tedy se sedmiprocentní[zdroj?] slevou oproti původnímu rozpočtu 134 615 zlatých. Dále podali nabídku bratři Kleinové se slevou 6½ procenta, Katz et Comp. z Borohrádku se slevou 6½ procenta, nájemce staveb z Lanškrouna Eligius Deml se slevou 4½ procenta. Zájem o stavbu měl také nájemce dvora Václav Říha z Pardubic se slevou 5¾ procenta. 24. července 1844, pouhé čtyři dny po otevření nabídek, byla stavba zadána A. D. Fleishmannovi. Jednalo se o velké nádraží o délce 236 sáhů se čtyřmi kolejemi, spadalo do II. třídy s pořadovým číslem 19. Dvě ze čtyř kolejí procházely 42 sáhů dlouhou nástupištní halou z lomového kamene, ta byla vybavena třemi kouřovými otvory. Výpravní budova dlouhá 22 sáhů se nacházela na dnešním křížení třídy Jana Palacha a rychlodráhy, byla situována směrem k městu (stejně tomu bylo i u druhého a třetího nádraží). Stanice byla vybavena košovými návěstidly. Byla zde zřízena remíza (se dvěma kolejemi pojala 8 lokomotiv, byla vybavena čtyřmi čisticími jámami, její délka činila 29 sáhů) pro pomocné a záložní lokomotivy, dílny pro opravy strojů a vozů, prostorná skladiště s délkou 33 sáhů pro dopravené zboží (u skladiště byla zřízena rampa, ta umožňovala nakládaní dobytka atd.). Strážní domek č. 142 sloužil strážníkovi trati, který zde vykonával dozor. Také zde byla umístěna „vozovna“ pro čtyři osobní vozy s délkou 17 sáhů, ta byla později nahrazena větší vozovnou o délce 31½ sáhů se dvěma kolejemi, pro 10 vozů (tato druhá vozovna je zakreslena v plánku stanice z roku 1845, projektová dokumentace často nevystihovala skutečný stav). Nádraží II. třídy byla obvykle vybavena dvěma čekárnami pro cestující a osobními dvoranami. Také byla oplocena a uzavřena vraty se zděnými pilíři. Osobní dvorana v Pardubicích byla vybudována a napojena přímo na přijímací budovu. Také bylo vybaveno parním strojem o výkonnosti šesti koňských sil, průměru válce 8½ palce. Tento parní stroj poháněl čerpadlo, jímž se čerpala voda ze sklepní studny do vodních nádraží a dále potrubím k vodním jeřábům. Vodní jeřáby používaly parní lokomotivy pro doplňování vody. Ve své době stanice obsluhovala Severní státní dráhu, která vedla z Olomouce do Prahy. 26. července 1845 přijela do Pardubic první lokomotiva (jednalo se o lokomotivu s uspořádáním náprav 2A).
Dopisovatelka „České Včely“ jménem „Bohunka“ popsala událost takto. „Lokomotiva „Pardubice“ přijela dnes prozatím s jedním vozem, z něhož mnoho radostných tváří vyhlíželo…. Po celý ač nedlouhý čas, co stroj k zpáteční své cestě se napájel, nebylo údivu ani úžasu konce, ta velebnost, ten sikot a strašný hvízdot bouřných par, vše bylo velikého dojmu.“ Slavnostní otevření Severní státní dráhy proběhlo 20. srpna 1845. První vlak přijel o půl dvanácté hodině polední, byl tažený lokomotivami „Praha“ a „Olomouc“. Osobní dvorana pardubického nádraží byla zaplněna významnými hosty. Poté, co z vlaku vystoupil J. C. W. arcikníže František Karel, předal mu p. Fr. Benešovský, purkmistr pardubický v doprovodu dvanácti děvčátek dvě tištěné básně v jazyce českém a německém a to za doprovodu zvuků trub a střelbě z děl. Na to sedli významní hosté k přichystané studené snídani, hudbu jim zajišťovaly kapely c. k. pluku hulánů z Pardubic a chrudimských městských střelců. O půl jedné hodině odpolední vlak pokračoval směrem k Přelouči. S pětiminutovým předstihem vyrazila jako předvoj lokomotiva „Čechy“, tu doprovázel vrchní inženýr Jan Perner. Již 1. září 1845 byla zahájena osobní doprava, o měsíc později pak doprava nákladní. Cestu z Pardubic do Prahy vlak urazil za tři hodiny, do Olomouce pak za hodin šest. Slavnostnímu otevření dráhy samozřejmě předcházela nejedna zkušební jízda. Veřejnost byla velmi zvědavá a netrpělivá. S velkým nadšením byl uvítán vrchní inženýr Jan Perner, který zosobňoval velmi váženého krajana. V 9 hodin ráno vyrazil s mašinistou Kašparem z Pardubic na první zkoušku parním vozem nazvaným „Čechy“ do Prahy (lokomotiva vůbec neměla ochrannou budku pro strojvedoucího, jenom byla opatřena zábradlím). O této události bylo referováno v „Květech“. Stalo se tak 4. srpna 1845. Této zkušební jízdy se také zúčastnil starohrabě Salma s chotí a inspektor státních drah Negrelli. Původní zabezpečování jízd vlaků košovými návěstidly bylo v roce 1847 usnadněno telegrafními linkami. To odpovídalo dopravní frekvenci ve stanici. Bainův telegraf se nejdříve používal pro služební telegramy, o dva roky později i pro soukromé telegramy.
Stavba Jihoseveroněmecké spojovací dráhy (SNDVB) z Liberce do Pardubic přinesla pardubickému nádraží významnou změnu, a to v podobě výstavby nové nádražní budovy. Původně se mělo jednat o druhé samostatné nádraží západně od pardubického ( Rakouská společnost státní dráhy – StEG) a to dle návrhu projektantů SNDVB, ministerstvo obchodu souhlasilo. Rakouská společnost státní dráhy však odmítla přestavbu původní nádražní budovy a to kvůli stísněným poměrům ve stanici a navrhla postavit novou nádražní budovu, situovanou mezi nádražími obou drah (ve své době nebylo výjimkou, že každá ze železničních privátních společností měla svoji nádražní budovu a skladiště).
V dubnu roku 1857 navrhl architekt SNDVB Ignác Řechta budovu novou, mnohem větší než původní. Mimo jiné její součástí měla být 114 metrů dlouhá nástupištní hala. Ovšem ústřední ředitel staveb StEG Karl Ruppert návrh zamítl. Projekt společné výpravní budovy nakonec vypracoval Karel Schumann. Přestože provoz na Jihoseveroněmecké spojovací dráze mezi Pardubicemi a Josefovem započal 4. listopadu 1857, inženýr stavební kanceláře StEG Franz Nitsch vypracoval dle Schummannových návrhů konečné řešení společné výpravní budovy, jež byla schválena v říjnu roku 1857. Proto původně osobní vlaky SNDVB zajížděly k výpravní budově StEG. Jednalo se o společnou výpravní budovu po vzoru francouzských nádraží s 92 metrů dlouhou nástupištní halou se zděnými oblouky v průčelích a železnou konstrukcí. Původní výpravní budovu z roku 1845 upravila Společnost státní dráhy na obytnou (v roce 1934-1936 byla zcela snesena). Výstavba nové výpravní budovy byla dokončena až v roce 1858. Za prusko-rakouské války 28. června 1866 přivezl zvláštní vlak z Josefova cca 1 600 zraněných vojáků. 4. listopadu přijel do Pardubic zvláštním vlakem František Josef I.
Velkoryse dimenzovaná výpravní budova po několika letech nedokázala dostát nárokům zvyšující se dopravní frekvence. Bylo zapotřebí ji nadále rozšiřovat a upravovat. Kupříkladu již v roce 1864 byla zvětšena nádražní restaurace. Podle jízdního řádu severní větvě StEG z roku 1868 osobní vlak Nr. 4 s pravidelným odjezdem z Prahy v 7.35 dorazil do Pardubic v 10.38, do České Třebové pak ve 12.39. Současně s výstavbou a zaústěním Rakouské severozápadní dráhy (ÖNWB) z Německého Brodu (dnes Havlíčkův Brod) v roce 1870 byla stanice doplněna o přístavbu k přízemnímu křídlu, která sloužila provozním účelům. Provoz na trati Rakouské severozápadní dráhy byl zahájen dne 1. června 1871 (první vlak odvezla z Pardubic lokomotiva „Gauss“ 16. května). Ani na počátku devadesátých let 19. století prostory stanice nevyhovovaly. Situací se dokonce zabývalo i obecní zastupitelstvo. V následujících letech bylo předloženo několik projektů, ale žádný z nich se nedočkal realizace kvůli vzájemným sporům se spoluvlastníky budovy (SNDVB/ÖNWB). Podle orientačního plánu města Pardubic z roku 1903 se kolem nádraží soustřeďovaly průmyslové podniky. Většina z nich disponovala vlečkami, byla to Dvořákova továrna na hospodářské stroje, Optizova slévárna železa a továrna strojů, Kerhart a Tachecí (sklad dříví a pila), Kusýho vápenka, Franckova továrna, Akciový cukrovar, Rafinerie líhu a další. Jižně od nádraží se také nacházelo vojenské cvičiště. Město Pardubice se díky železnici rozvíjelo mnohem rychleji než jiná města. Definitivní projekt na přestavbu výpravní budovy byl předložen ředitelstvím StEG až v roce 1905. Dispoziční řešení bylo dílem architekta Franze Uhla. Přestavba probíhala v letech 1905 až 1907 pod dohledem stavitele Václava Nekvasila. K předání budovy došlo až v roce 1908. S dokončenou přestavbou výpravní budovy v roce 1908 byla také zahájena poštovní autobusová doprava (poštovní autobusy). Stalo se tak 13. května 1908 na linkách Pardubice – Holice a Pardubice – Bohdaneč. Jednalo se o první pravidelné autobusové linky ve městě. Stanoviště poštovních autobusů se nacházelo před nádražím. Téhož roku byli zaměstnanci opravny vozů z České Třebové přeloženi do Pardubic v důsledku požáru tamní vozovny. K obnově vyhořelé vozovny již nedošlo, opravu vozů převzala stanice v Pardubicích. Vozební stanicí byla i v roce 1995.
V roce 1909 byly soukromé rakouské železniční společnosti SNDVB, ÖNWB, StEG zestátněny Rakouskými státními drahami (kkStB) a to v souladu s koncesními podmínkami, nebo s podmínkami privilegií a akcionáři firem. Od té doby měla stanice jenom jednoho majitele. Před první světovou válkou byla stanice již vybavena elektromechanickým zabezpečovacím zařízením, v přilehlých mezistaničních úsecích ve směru na Přelouč a Choceň fungoval hradlový poloautomatický blok. Ve své době nádraží také sloužilo ke srocování obyvatel a to při rozdělování potravin, k němuž došlo 20. května 1918 v důsledku první světové války, tzv. „hladových bouří“. Po první světové válce se Rakouské státní dráhy rozdělily do státních drah nástupnických států. V roce 1918 tak vznikly Československé státní dráhy (ČSD), stanice již po několikáté získala nového majitele. V roce 1927 byly zavedeny selektorové telefonní linky, tzv. „dispatching“, jako náhrada za linky telegrafní z roku 1847. 15. května 1930 byl zaveden nový mezinárodní rychlík č. 147/148 „Balkán“, který zajišťoval spojení Berlín – Vídeň – Budapešť – Bukurešť – Cařihrad. Byl tažen lokomotivou řady 375.0, v Pardubicích nezastavoval. Některé železniční stanice si svůj status „významnosti“ po celá desetiletí neudrží, to dokládají některé z dálkových mezinárodních spojů. Týkalo se to i Pardubic a to nejen ve 30. letech, ale i mnohem později.
5. února 1934 proběhla provozní zkouška s motorovým vozem M 275.0 „Modrý šíp“ do České Třebové. Poté krátce jezdil na rychlíku č. 125/126 do Bratislavy. Od 13. července 1936 se cestující na nádraží také mohli setkat s motorovým vozem M 290.0, který s jízdním řádem 1936/1937 jezdil na prestižním spoji „Slovenská strela“ mezi Prahou a Bratislavou, v Pardubicích nezastavoval. V létě roku 1939 nádraží obsluhovalo dálkové spoje směřující z Prahy Wilsonova a Masarykova nádraží do Bratislavy a Žiliny. Většina těchto spojů byla vybavena jídelním vozem, popřípadě prodejem potravin a nápojů přímo ve vlaku. U nočních spojů s pravidelným odjezdem z Pardubic ve 23.06 (do Žiliny), 0.30 (do Bohumína), 0.40 (do Bratislavy) se pak jednalo o vozy lůžkové. Zajímavostí bylo, že denní spoj Berlín – Praha – Bratislava – Budapešť vůbec nezastavoval v Pardubicích, ale v Chocni ano.
Na území protektorátu Čechy a Morava byla v období druhé světové války zřízena státní železniční společnost Českomoravské dráhy. Z nádraží odjely v prosinci 1942 dva transporty židů z Pardubic a okolí do ghetta Terezín. Jednalo se o transport Cf, kterým odjelo 5. 12. 1942 650 osob a transport Cg, kterým odjelo 9. 2. 1942 606 osob. Z těchto dvou transportů přežilo holokaust 91 osob. Podoba výpravní budovy z roku 1908 se zachovala až do 26. srpna roku 1944, kdy byla při náletu amerického letectva zasažena bombami určenými rafinerii Fantových závodů. Bomby zničily střední část výpravní budovy a nástupištní halu. Vzhledem k plánované přestavbě stanice byla výpravní budova opravena jen částečně a v tomto provizorním stavu sloužila až do roku 1958. Nutno podotknout, že původní výpravní budova by nebyla schopna dostát nárokům zvyšující se dopravní frekvence. Po skončení druhé světové války přešla správa stanice pod Československé státní dráhy.

### Třetí nádraží

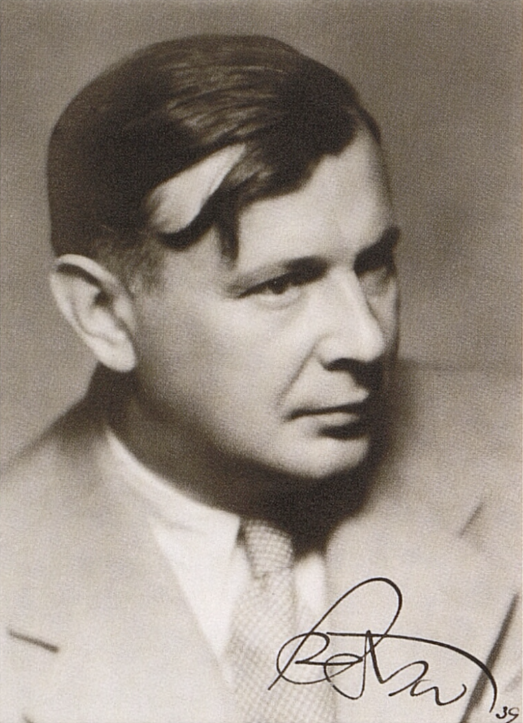
Ing. arch. Karel Řepa (1939)

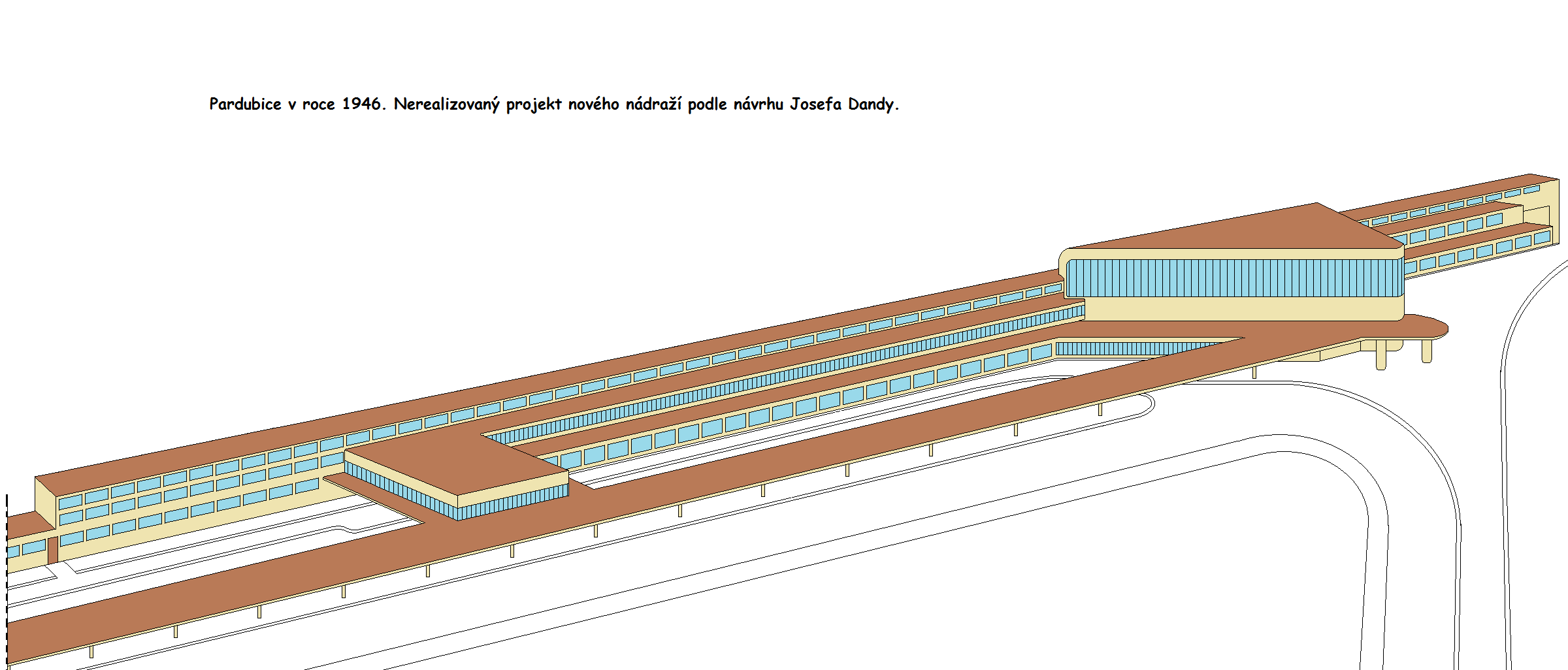
Nerealizovaný projekt nového nádraží z roku 1946, autorem návrhu byl architekt Josef Danda

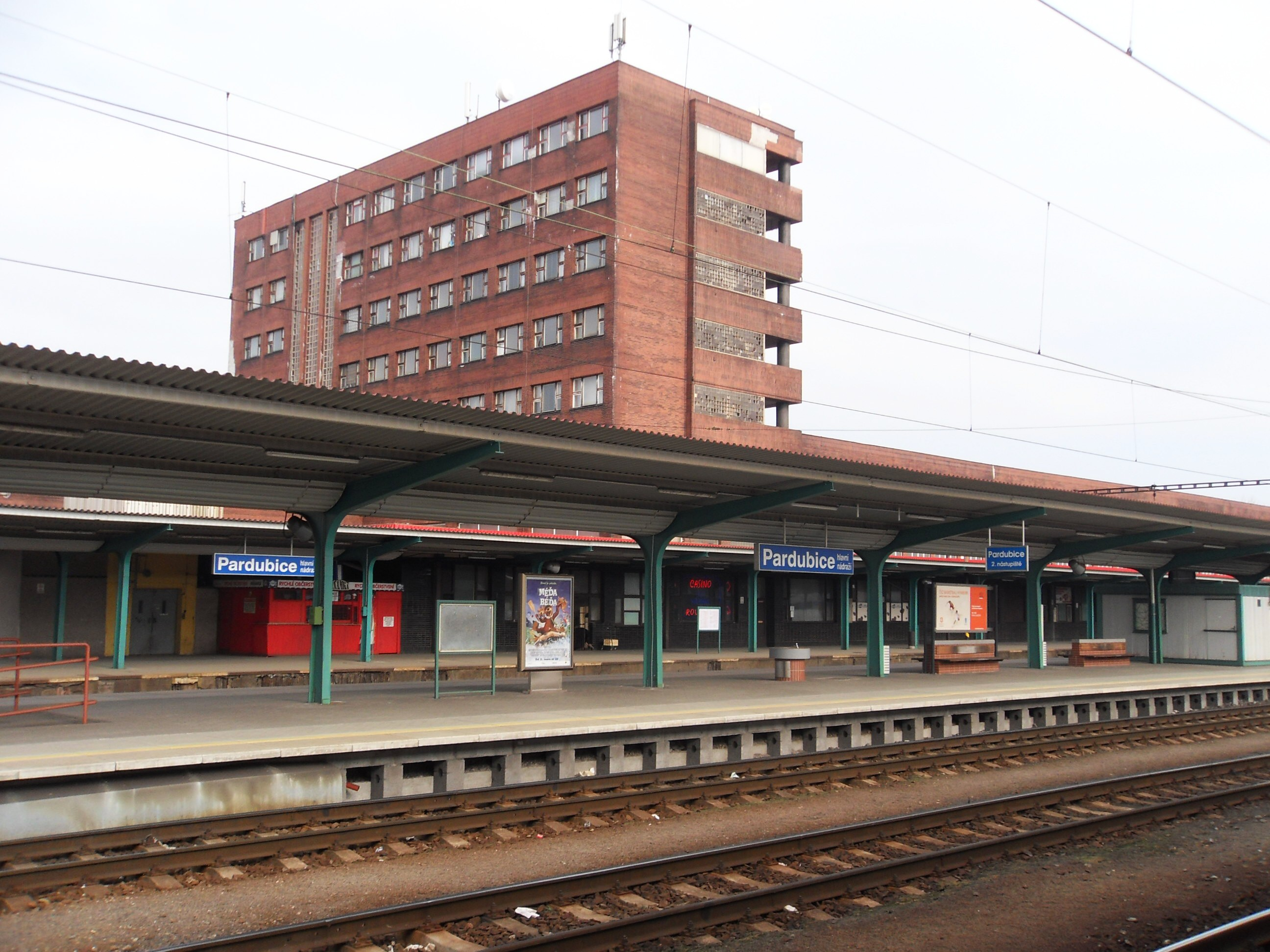
Třetí nádražní budova dle návrhu architektů Karla Řepy a Karla Kalvody

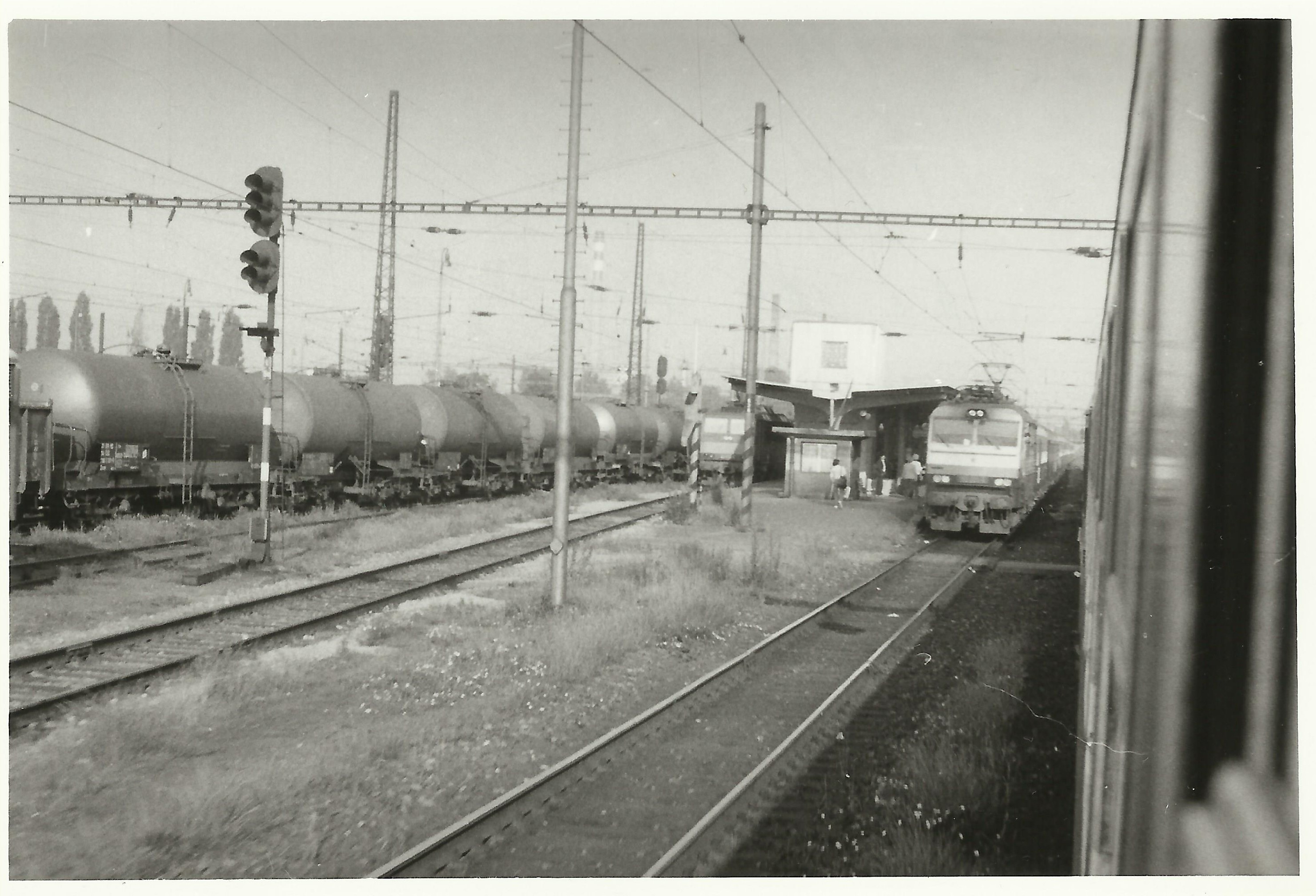
5.7. 1989. Ex 125 „Košičan“ v období Československa. V čele lokomotiva E 499.2.

O potřebě nové nádražní budovy v Pardubicích se diskutovalo od 30. let. Architektonická soutěž na jeho projekt byla vyhlášena roku 1948, neboť původní projekt z roku 1946 nebyl nikdy schválen a realizován. Zpracování projektu měla na starosti Stavební správa ČSD. Autorem původního projektu nového nádraží byl Josef Danda. Jednalo se o halu o půdorysu „T“, z níž vystupoval výrazný kolmý objekt. Autory vítězného návrhu (vybíralo se ze tří soutěžních návrhů) se stali architekti Karel Řepa (žák Jože Plečnika) a Karel Kalvoda, spolupracující se specialistou na dopravní stavby Josefem Dandou. Veřejnosti začala nová budova sloužit 1. května 1958. O půl třetí odpoledne přijel ke čtvrtému nástupišti slavnostně vyzdobený vlak v čele s lokomotivou řady 498.0. V místech, kde byla vystavěna třetí nádražní budova, se dříve nacházel cukrovar. Oproti druhému nádraží byl situován západně od nádražní budovy (na pražském zhlaví). Během druhé světové války byl zasažen náletem a po válce zcela zlikvidován. Výstavba si vyžádala náklady ve výši 27 milionů Kčs. V roce 1952 byla zahájena trolejbusová doprava ve městě na první lince od druhého nádraží do Semtína a Bohdanče. Dopravu zahajoval trolejbus Škoda 7Tr. V té době už probíhala výstavba třetího nádraží.
Provizorně opravená původní výpravní budova z roku 1908 byla přestavěna pro potřeby železnice, zachován byl východní rohový pavilon a část navazujícího křídla. Nádražní budova byla navržena s prostornou 90 metrů dlouhou odbavovací halou, která je před osvětlovacími stěnami z obou stran vybavena galeriemi, v nichž je umístěna skleníková zeleň. Také s restaurací, stánky, hotelem a podzemním Kinem Čas (v roce 2006 zaniklým). Základní hmoty budovy tvoří nízká horizontála odjezdové haly a vertikální hmota hotelu. Budovu oživují červené a černé keramické obklady, navozující dojem režného zdiva. Čelní stěny nádražní haly zdobí barevné mozaiky. Jedná se o mapu stavebních památek v Československu od Richarda Landera a zvěrokruh s hodinami od Jaroslava Moravce. Mozaiky jsou vyrobeny ze sekaného barevného hutního skla. Také je zde umístěna plaketa Jana Pernera (instalována byla v roce 1993) a tabulka vyznačující 50. rovnoběžku (instalována byla v roce 1998, nachází se pod plaketou Jana Pernera). V jednom z podchodů je také umístěna plaketa inženýra Jana Kašpara, prvního českého aviatika, jež měl v roce 1910 (dnešním kolejišti) umístěn Hangár. Budovy umístěné v blízkostí západního (pražského) zhlaví byly vystavěny v letech 1949 až 1959 Dopravními stavbami Olomouc.
V polovině 60. let začaly do Pardubic z Prahy a Kolína zajíždět elektrické jednotky, tzv. „pantografy“ řady EM 475.1. V té době už rychlíky vozily elektrické lokomotivy řady E 499.1 z depa Praha střed. Ve stanici již bylo instalováno reléové zabezpečovací zařízení. V přilehlých mezistaničních úsecích z Kolína do Chocně byl již instalován autoblok. Před instalací autobloku v roce 1955 a 1956, doprovázela vlaky desítky let mechanická návěstidla. V přilehlém mezistaničním úseku Pardubice – Rosice nad Labem byl instalován reléový poloautoblok. Stanice byla vybavena světelnými návěstidly sovětského typu. Elektrizace stanice, společně se změnou zabezpečovacího zařízení, byla součástí výstavby třetího nádraží. Rychlíkový provoz v hlavní uzlové stanici nebyl z dnešního pohledu (2017) nikterak silný. Na hlavním tahu představoval 13 až 14 párů rychlíků a expresů denně. Ve stejné době byly na expresu „Hutník“ z Prahy do Varšavy k vidění polské stroje s označením EU 05, téměř deset let. Také se cestující mohli setkat s motorovým expresem „Hungaria“ vedeným motorovou jednotkou řady M 295.0. V letech 1969/1970 pak expres „Hungaria“ vozila motorová jednotka řady M 298.0. Koncem šedesátých let již z Pardubic do Havlíčkova Brodu jezdily motorové rychlíky v čele s motorovým vozem M 262.0. Tyto rychlíky dříve také vozily vlakovou poštu a to v podobě přípojného vozu BFalm, který byl speciálně upraven pro potřeby pošty. Jinak zde dominovala parní trakce, zejména pak pardubické parní lokomotivy řady 354.1. Na nákladních vlacích se pak jednalo o parní lokomotivy řad 434.2 a 534.03. Výjimkou nebyly ani odpolední dělnické vlaky z Východočeských chemických závodů Synthesia. Zajímavostí bylo, že tento pravidelný spoj vedený lokomotivou řady 432.2, vyjížděl přímo ze závodu do Rosic nad Labem a dále pokračoval do Žďárce u Skutče.

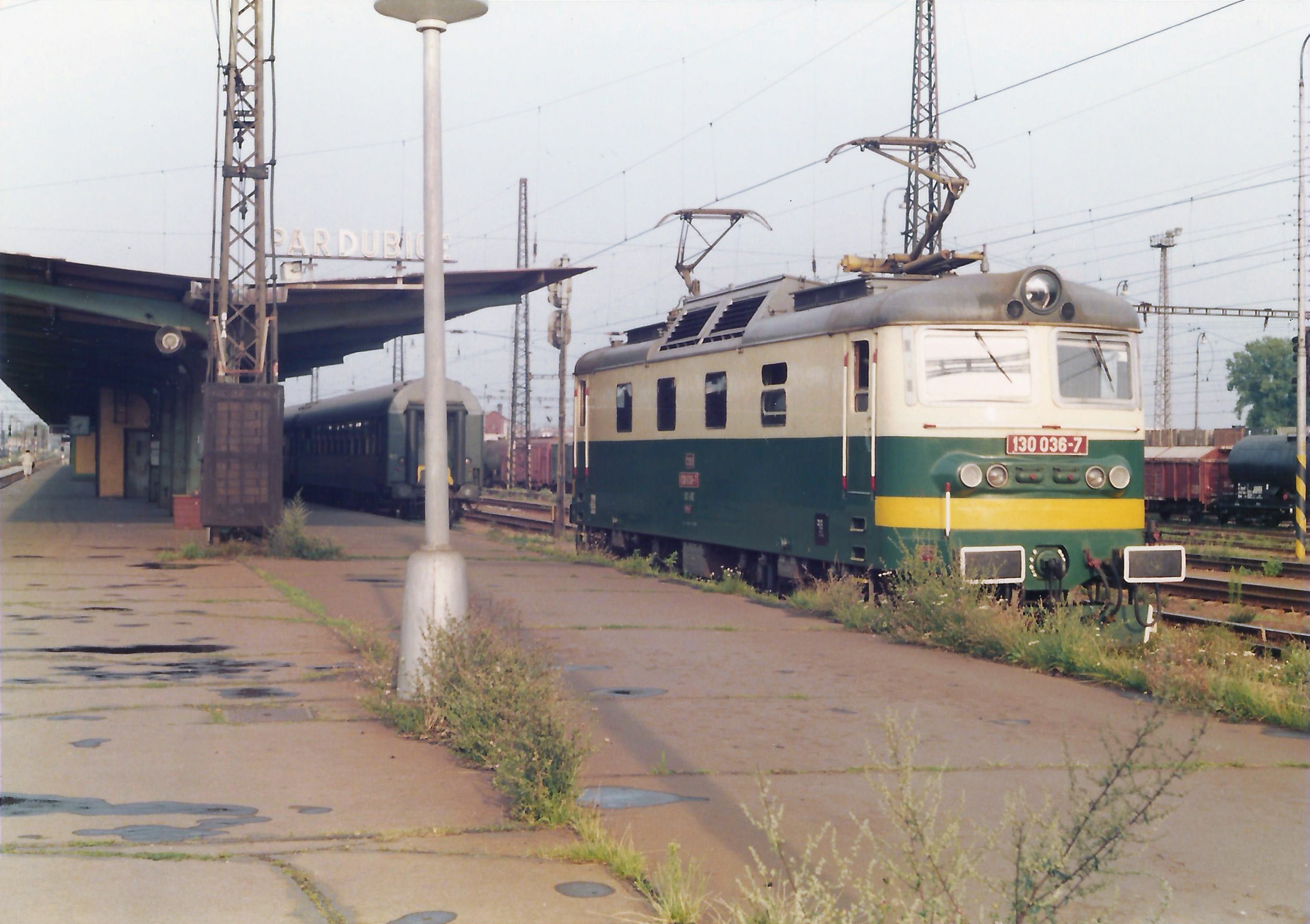
130 036-7 u nástupiště č. 4 v roce 1991 (období Československa, ČSD)

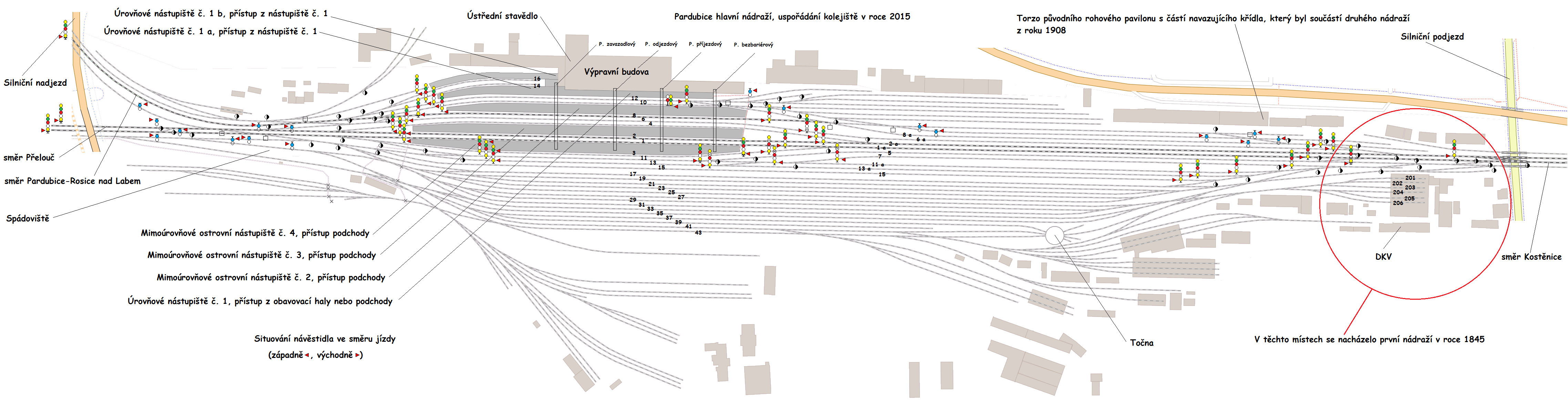
Uspořádání kolejiště v roce 2015, od vzniku stanice se příliš nezměnilo (na východním zhlaví je vyznačeno umístění prvního nádraží)

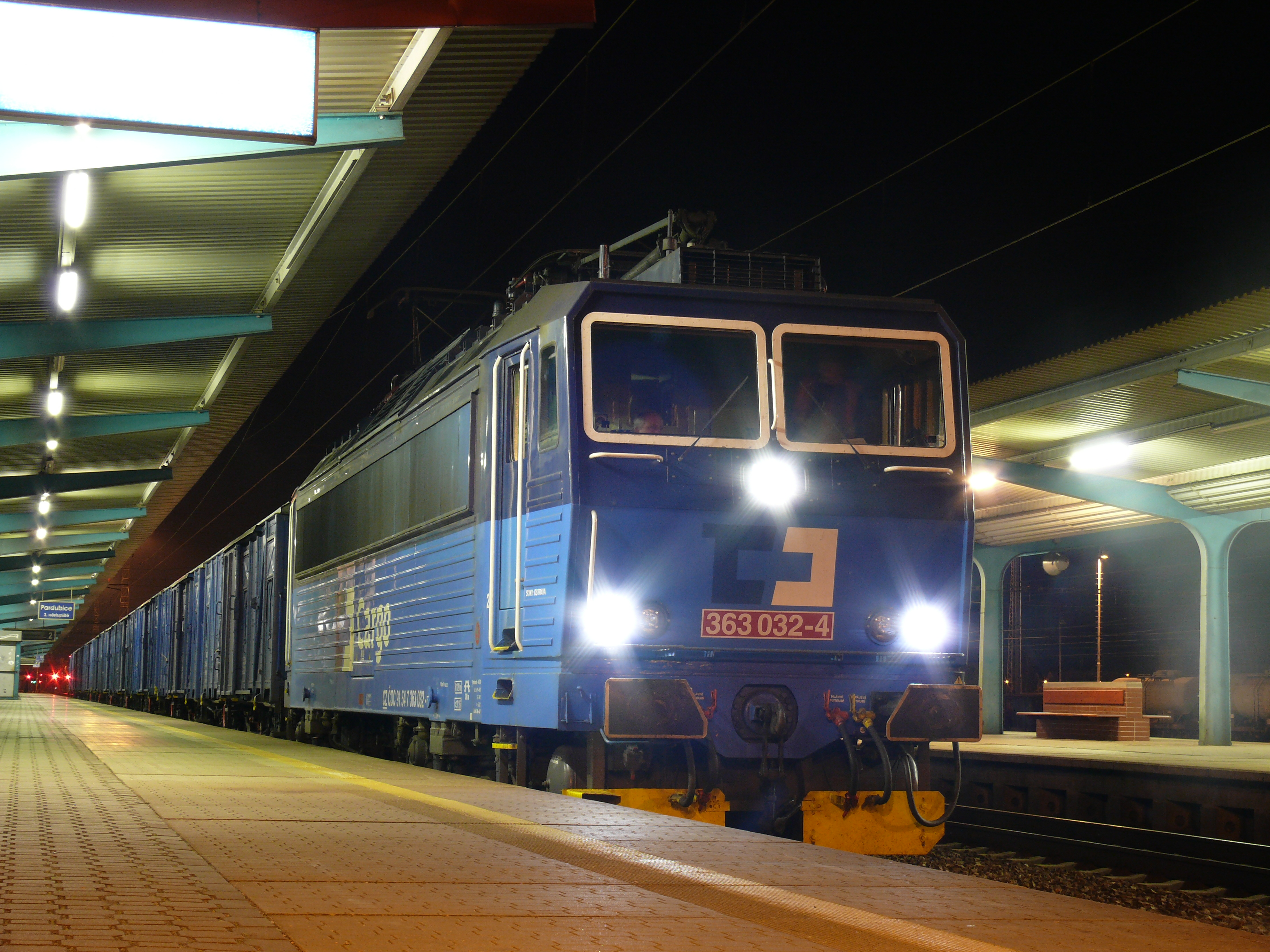
Noční spoj pro přepravu poštovních zásilek mezi Prahou a Ostravou zajišťovaný společností ČD Cargo.

V letech 1975 a 1976 se cestující mohli příležitostně setkat s prototypem lokomotivy T 499.0002 „Kyklop“, která na expresu 104/105 „Ostravan“ jezdila do Bohumína a zpátky. Tato lokomotiva se na nádraží objevila také po čtyřiceti letech v roce 2016. Tentokrát v čele expresu 10005 „Retro Ostravan“. Jednalo se o nostalgickou jízdu. Také v 90. letech se cestující na pardubickém hlavním nádraží mohli setkat s prototypy patrové elektrické jednotky řady 470. Ve stejné době na nádraží stále sloužilo informační zařízení „Pragotron“, které i na svou dobu velice zlepšilo informovanost a orientaci cestujících. Také po modernizaci tratě v úseku Přelouč – Pardubice v roce 2000. V roce 1993 přešla správa stanice pod České dráhy. V roce 1994 se na staničním posunu týden zkoušela akumulátorová lokomotiva A 219.001. K 1. lednu 1995 se bývalé pracoviště Vozového depa Pardubice spojilo s Depem kolejových vozidel Česká Třebová, zároveň se oddělila Vozební stanice Pardubice a Strojová stanice Polička, která do té doby tvořila jeden celek s Lokomotivním depem Česká Třebová. V roce 2001 byla stanice přejmenována z jednoslovného názvu Pardubice (v dobách Rakouska-Uherska a druhé světové války nesla jednoslovný název „Pardubitz“) na Pardubice hlavní nádraží.
Pravidelný provoz vlaků SC Pendolino byl zahájen v neděli 11. prosince 2005. První spoj SC 501 „Pendolino“ přijel na pardubické hlavní nádraží z Prahy v 6 hodin 51 minut. V roce 2007 byla provedena vzorová instalace velkoplošných LCD monitorů v jednom z podchodů firmou mikroVOX (tato firma také dodala hlasový informační systém). Tyto monitory cestující informují o navazujících spojích. V odjezdové a příjezdové hale (také na nástupištích) jsou instalovány centrální panely vizuálního informačního systému VIS od firmy Starmon. Stanice je vybavena hlasovým a vizuálním informačním systém, který byl původně vyvinut pod souhrnným názvem HaVIS. Železniční stanice již nepoužívají jednotný informační systém, jako tomu bylo v minulosti u „Pragotronu“. Koncem roku 2010 byly fotografie ze sedmdesátých let minulého století vyměněny za novou kolekci autora Štěpána Bartoše, která se zaměřuje na místa v Pardubickém kraji a formálně se podobá původním snímkům z padesátých let. Pravidelný provoz vlaků RegioJet byl zahájen v pondělí 26. září 2011. První spoj IC 1102 „RegioJet“ přijel na pardubické hlavní nádraží z Havířova v 8 hodin 24 minut. Pravidelný provoz vlaků LEO Express byl zahájen v úterý 13. listopadu 2012. První spoj LE 1354 „LEO Express“ přijel na pardubické hlavní nádraží z Prahy v 5 hodin 50 minut. Provoz vlaků ČD railjet byl zahájen v úterý 6. května 2014. První spoj ČD railjet na spoji IC 571 „Zdeněk Fibich“ přijel na pardubické hlavní nádraží z Prahy ve 13 hodin 39 minut.
V roce 2016 přešla správa stanice pod Správu železniční dopravní cesty. Původní rohový pavilon s částí navazujícího křídla, který byl součástí druhého nádraží z roku 1908, se dalo (ještě v roce 2017) spatřit v blízkosti východního zhlaví na adrese Hlaváčova č. p. 2801. Torzo původní architektury je majetkem státu, právo hospodařit s ním má Správa železnic. Budova je i nadále využívána jako dopravní stavba. Za dobu své existence se nádraží postupně rozšiřovalo a přesouvalo od východního zhlaví směrem k západnímu.

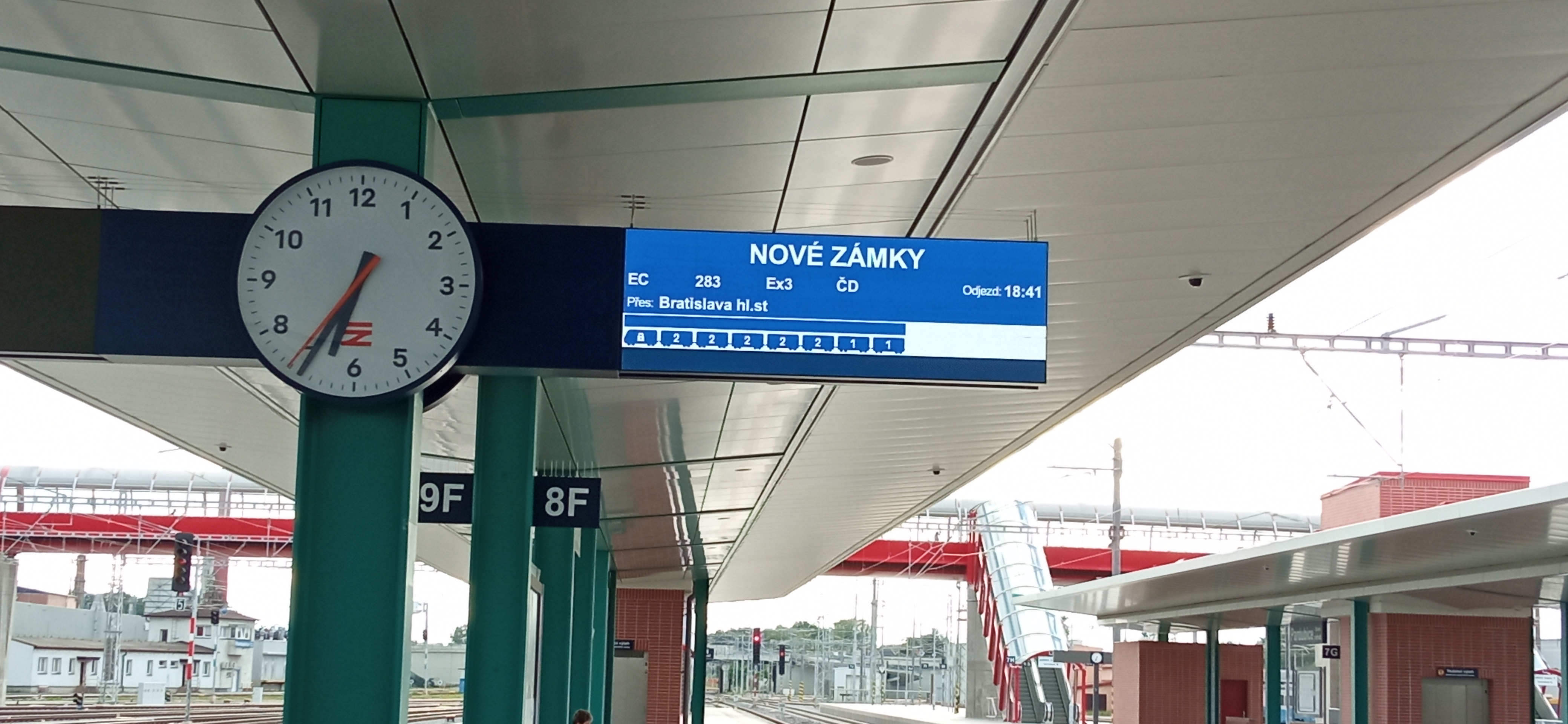
Zrekonstruovaná nástupiště 8 a 9, vzadu nová krytá lávka do sídliště Dukla

V letech 2020–2024 proběhla rekonstrukce kolejiště a nástupišť (přibylo jedno nové), v souvislosti s tím byla stanice 22. dubna 2024 zapojena do dálkového ovládání z CDP Praha. Rekonstrukce výpravní budovy probíhá ve dvou etapách od roku 2021 do konce roku 2026.

## Popis stanice
Železniční stanice leží ve dvoukolejné trati Kolín – Česká Třebová (zaúsťuje do východního a západního zhlaví), je odbočnou pro trať Pardubice–Liberec a Pardubice – Havlíčkův Brod (zaúsťují do západního zhlaví). Stanice je rozdělena na obvody Pardubice hl. n. a Pardubice centrum. Je stanicí smíšenou, seřaďovací, vlakotvornou. Výkonnost spádoviště v roce 2013 – počet relačních kolejí 10, denní výkonnost v rozposunovaných vozech (počet rozposunovaných vozů / den) 638. Stanice je elektrizovaná. V trolejové síti je stejnosměrný proud o napětí 3 kV.
Mimo jiné se v Pardubicích nachází i druhá méně významná železniční stanice Pardubice-Rosice nad Labem. Nachází se na železniční trati č. 238. Také se zde nachází šest železničních zastávek. První zastávkou je Pardubice-Semtín, nachází se na železniční trati č. 031, druhá je Pardubice závodiště, která se nalézá na železniční trati č. 238 směrem na Havlíčkův Brod. Zbývající čtyři zastávky Pardubice-Pardubičky, Pardubice-Černá za Bory, Pardubice-Svítkov a Pardubice-Opočínek, se nacházejí na železniční trati č. 010.

### Nástupiště
Nádraží má celkem 6 nástupišť (stav v roce 2024):
| Označení pro cestující | Dopravní kolej | Délka | Typ nástupiště                |
| ---------------------- | -------------- | ----- | ----------------------------- |
| kolej 1                | 16             | 110 m | jazykové                      |
| kolej 2                | 14             | 108 m | jazykové                      |
| kolej 3                | 12             | 214 m | úrovňové, jednostranné vnější |
| kolej 4                | 10             | 227 m | ostrovní                      |
| kolej 5                | 8              | 296 m | ostrovní                      |
| kolej 6                | 4              | 436 m | ostrovní                      |
| kolej 7                | 2              | 436 m | ostrovní                      |
| kolej 8                | 1              | 434 m | ostrovní                      |
| kolej 9                | 3              | 427 m | ostrovní                      |
| kolej 10               | 17             | 250 m | ostrovní                      |
| kolej 11               | 21             | 250 m | ostrovní                      |

K přístupu na ostrovní nástupiště slouží cestujícím dva podchody. V jednom z nich se nacházejí oboustranná schodiště (z nichž jedno na každé ostrovní nástupiště tvoří eskalátory), ve druhém pak schodiště a výtahy, které zajišťují bezbariérový přístup na nástupiště. V západní části stanice se nachází krytá lávka pro pěší, která spojuje všechna nástupiště kromě nejvzdálenějšího od staniční budovy s autobusovým terminálem a sídlištěm Dukla.

### Informační systém
Stanice byla v letech 2001–2023 vybavena hlasovým systém HIS-VOICE od firmy mikroVOX s hlasem českého herce Václava Knopa (v anglické verzi Věra Pockley a v němčině Blanka Trčanová), který byl v červnu 2023 nahrazen systémem HAVIS od firmy Starmon.

### Zabezpečovací zařízení ve stanici
Ve stanici bylo instalováno reléové zabezpečovací zařízení typu AŽD 71 s cestovou volbou. V roce 2021 bylo sneseno a po dobu rekonstrukce nahrazeno za dvě provizorní elektronická stavědla Starmon K-2002 spojené do jedné dálkové obsluhy. V únoru 2024 po dokončení prací bylo spuštěno definitivní elektronické stavědlo typu ESA 44. Od dubna 2024 je stanice řízena dálkově z CDP Praha. V přilehlých mezistaničních úsecích do stanic Kostěnice a Přelouč je provoz zabezpečován automatickým blokem, zabezpečovacím zařízením 3. kategorie. V přilehlých mezistaničních úsecích, do stanice Pardubice-Rosice nad Labem je provoz zabezpečen zabezpečovacím zařízením 3. kategorie. Při výpadku proudu je zabezpečovací zařízení napájeno z náhradního zdroje.

### Služby ve stanici
V železniční stanici jsou poskytovány cestujícím služby: vnitrostátní pokladní překážka (ČD), mezinárodní pokladní přepážka (ČD), ČD Kurýr, ČD Centrum, čekárna ČD Lounge, úschovna zavazadel, bezbariérové WC, pošta, veřejné parkoviště, restaurace, pobočka RegioJet, pobočka Dopravního podniku města Pardubic.

## Historie železniční dopravy

### Cestovní časy mezi dvěma stanicemi z pohledu historie
Během několika desítek let vlaky výrazně zrychlily. Vilímkův jízdní řád republiky československé – zima 1918/19, Deutsches Kursbuch – Jahresfahrplan 1944/45 – Teil 6 (KBS 501 – 536), Jízdní řád ČSD 1981/1982, Železniční jízdní řád 2014/2015 a současný stav.
| období jízdního řádu | číslo tratě a celkový rozsah tratě                          | spojení mezi dvěma stanicemi    | druh vlaku | celkový čas *      |
| --- | ----------------------------------------------------------- | ------------------------------- | ---------- | ------------------ |
| relace Pardubice – Praha |                                                             |                                 |            |                    |
| 1845 | Severní státní dráha                                        | Pardubice – Praha               | –          | 3 hodiny           |
| 1918/1919 | 2 Vídeň – Česká Třebová – Praha                             | Pardubice – Praha               | R          | 2 hodiny 27 minut  |
| 1944/1945 | 501 Česká Třebová – Kolín – Praha                           | Pardubice – Praha               | R          | 1 hodina 46 minut  |
| 1981/1982 | 1 Česká Třebová – Kolín – Praha                             | Pardubice – Praha               | R          | 1 hodina 36 minut  |
| 2014/2015 | 010 Česká Třebová – Kolín – Praha                           | Pardubice – Praha               | R          | 1 hodina 6 minut   |
| 2019/2020 | 001 Bohumín - Česká Třebová - Pardubice - Praha             | Pardubice hl. n. – Praha hl. n. | R          | 1 hodina 2 minuty  |
| relace Pardubice – Olomouc |                                                             |                                 |            |                    |
| 1845 | Severní státní dráha                                        | Pardubice – Olomouc             | –          | 6 hodin            |
| 1918/1919 | 2 Praha – Česká Třebová – Vídeň, 14 Česká Třebová – Olomouc | Pardubice – Olomouc             | R          | 3 hodiny 25 minut  |
| 1944/1945 | 522 Praha – Česká Třebová – Přerov – Bylnice                | Pardubice – Olomouc             | R          | 2 hodiny 43 minut  |
| 1981/1982 | 27 Praha – Česká Třebová – Přerov – Bohumín                 | Pardubice – Olomouc             | R          | 2 hodiny 3 minuty  |
| 2014/2015 | 270 Praha – Česká Třebová – Přerov – Bohumín                | Pardubice – Olomouc             | R          | 1 hodina 21 minuty |
| 2019/2020 | 001 Bohumín - Česká Třebová - Pardubice - Praha             | Pardubice – Olomouc             | R          | 1 hodina 24 minut  |
| relace Pardubice – Hradec Králové (článek Hradec Králové hlavní nádraží) |                                                             |                                 |            |                    |
| relace Pardubice – Havlíčkův Brod |                                                             |                                 |            |                    |
| 1918/1919 | 62 Německý Brod – Seidenberg                                | Pardubice – Německý Brod        | –          | 4 hodiny 28 minut  |
| 1944/1945 | 516 h Německý Brod – Pardubice                              | Pardubice – Německý Brod        | –          | 2 hodiny 54 minut  |
| 1981/1982 | 23n Pardubice – Chrudim – Žďárec u Skutče – Havlíčkův Brod  | Pardubice – Havlíčkův Brod      | –          | 2 hodiny 1 minuta  |
| 2014/2015 | 238 Pardubice – Havlíčkův Brod                              | Pardubice – Havlíčkův Brod      | –          | 2 hodiny 3 minuty  |
| 2019/2020 | 238 Pardubice – Havlíčkův Brod                              | Pardubice – Havlíčkův Brod      | Os         | 2 hodiny           |
| Vysvětlivky: R – rychlík nebo expres, Os – osobní nebo spěšný vlak, * celkový čas je pouze orientační, neboť v daném období se celkový čas u jednotlivých spojů nepatrně lišil z důvodu křižování vlaků, čekání vlaků v přípojných stanicích a podobně, podrobnější údaje lze dohledat ve služebních jízdních řádech |                                                             |                                 |            |                    |

### Některé významné spoje před rokem 1990
Všechny spoje byly zaváděny do páru pro opačné směry a to beze změn v trasování, pouze byly upraveny časové polohy spojů. Vzhledem k tomu, že některé spoje opakovaně jezdily v období následujícím beze změny, nejsou zde proto uvedeny. 
Hlavní nádraží také v minulosti obsluhovalo dálkové mezinárodní spoje.
V letech 1981/1982 byl jedním ze spojů Ex 1 „Silesia“, jehož trasa vedla z pražského hlavního nádraží do Varšavy. Pravidelný odjezd vlaku z Pardubic byl v 18.56. Dalším ze spojů byl Ex 21 „Dukla“, jehož trasa vedla z pražského hlavního nádraží do Moskvy. Pravidelný odjezd vlaku z Pardubic byl v 19.06. Také jím byl Ex 125 „Košičan“, jehož trasa vedla z pražského hlavního nádraží do Košic. Pravidelný odjezd vlaku z Pardubic byl ve 14.44. Také R 1376 „Mamaia“, jehož trasa vedla z Mangalie (přístavní město v Rumunsku) do Prahy. Pravidelný odjezd vlaku z Pardubic byl ve 3.12. Také Ex 1477 „Favorit“, jehož trasa vedla z Leipzigu do Fonyódu. Pravidelný odjezd vlaku z Pardubic byl ve 22.43. Také jím byl Ex 527 „Laborec“, jehož trasa vedla z pražského hlavního nádraží do Medzilaborců. Pravidelný odjezd vlaku z Pardubic byl v 19.37.
V letech 1988/1989 byl jedním ze spojů R 1109 „Vltava“, jehož trasa vedla z Prahy-Holešovic do Moskvy. Pravidelný odjezd vlaku z Pardubic byl ve 14.17. Také Ex 21 „Dukla“, jehož trasa vedla z pražského hlavního nádraží do Moskvy. Pravidelný odjezd vlaku z Pardubic byl v 18.05. Také IEx 1 „Silesia“, jehož trasa vedla z pražského hlavního nádraží do Varšavy. Pravidelný odjezd vlaku z Pardubic byl ve 21.05. Jedním ze spojů byl také R 621 „Vihorlat“, jehož trasa vedla z Děčína do Košic. Pravidelný odjezd vlaku z Pardubic byl ve 22.07. Také Ex 477 „Istropolitan“, jehož trasa vedla z Lipska do Bratislavy. Pravidelný odjezd vlaku z Pardubic byl v 0.29.

## Galerie

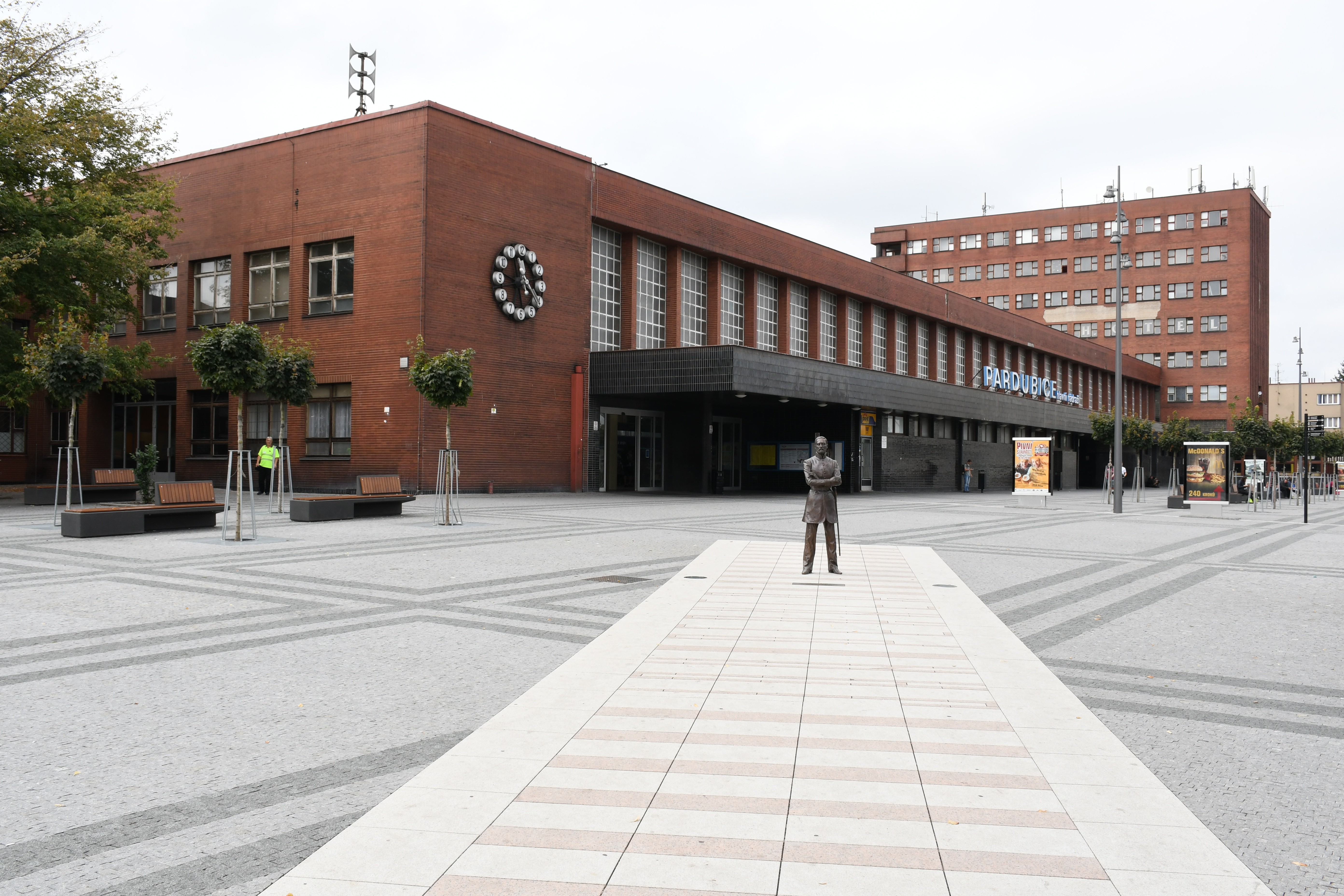
Nádražní budova
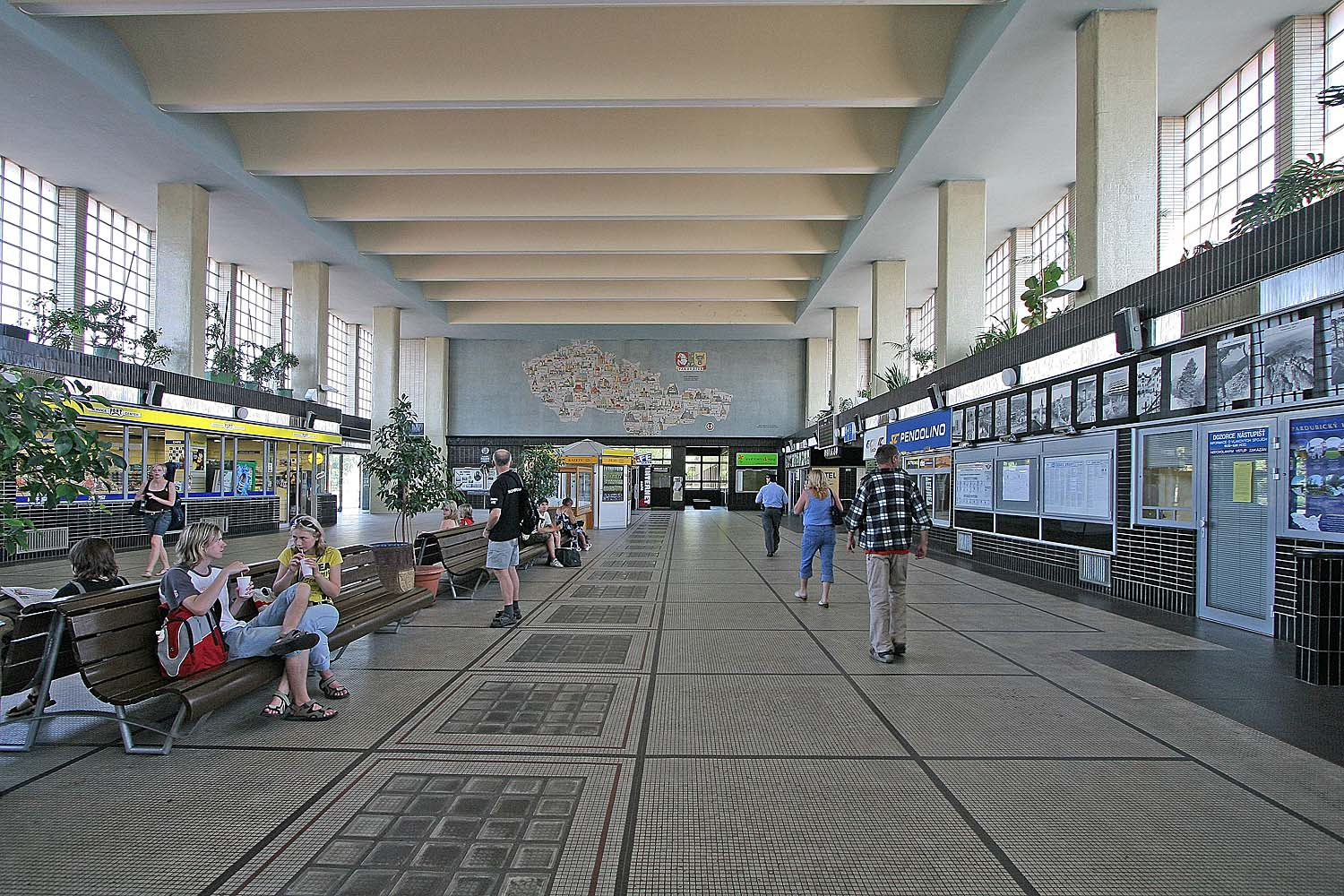
Odjezdová hala – interiér
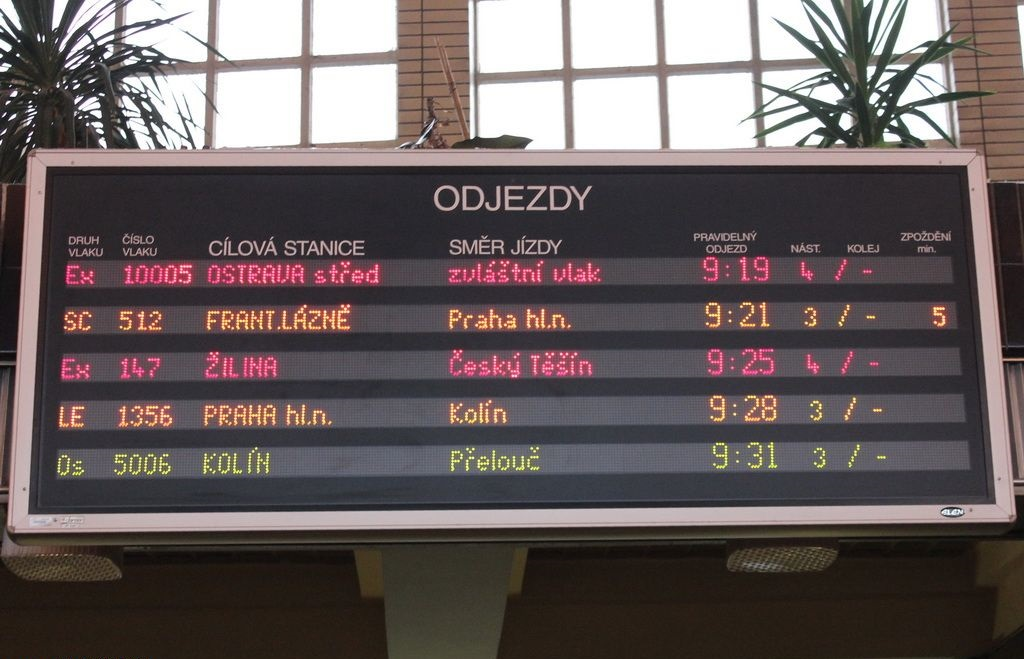
Odjezdový panel v interiéru
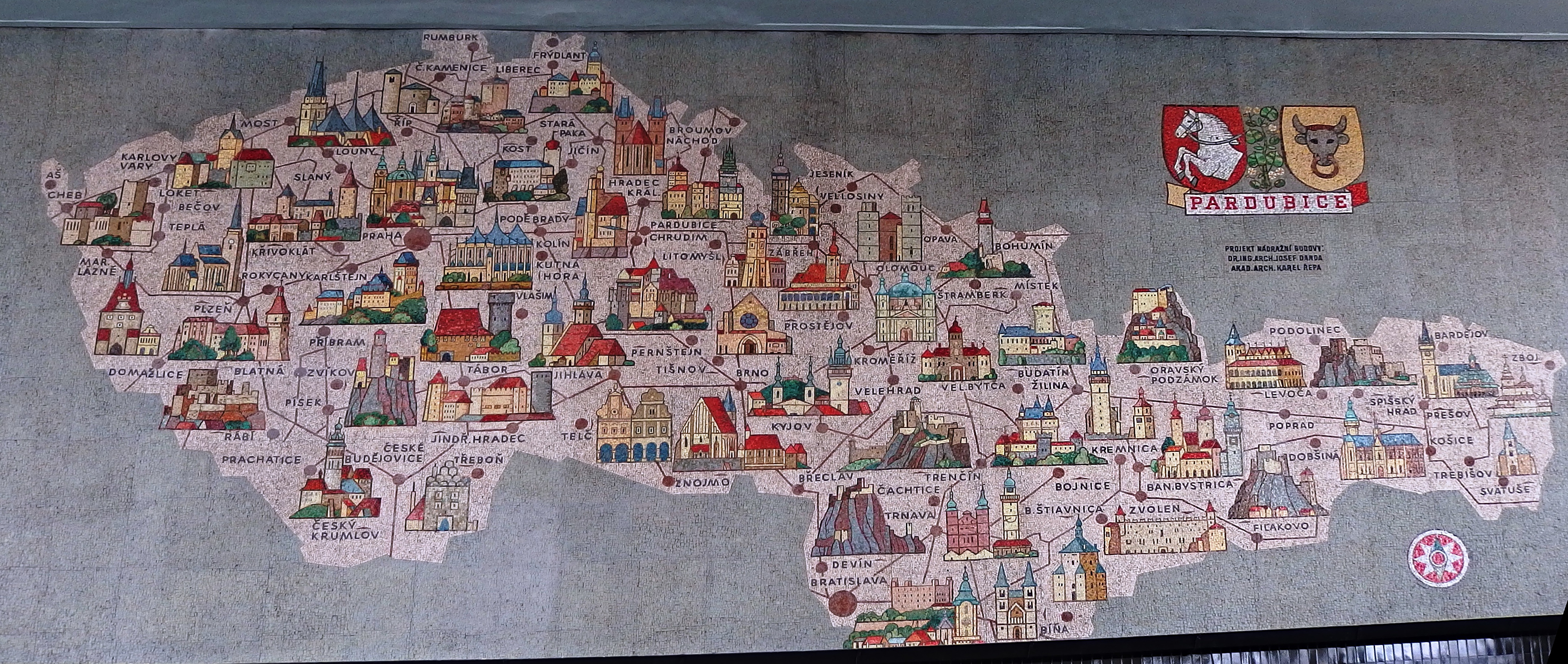
Mozaika mapy stavebních památek v Československu od Richarda Landera
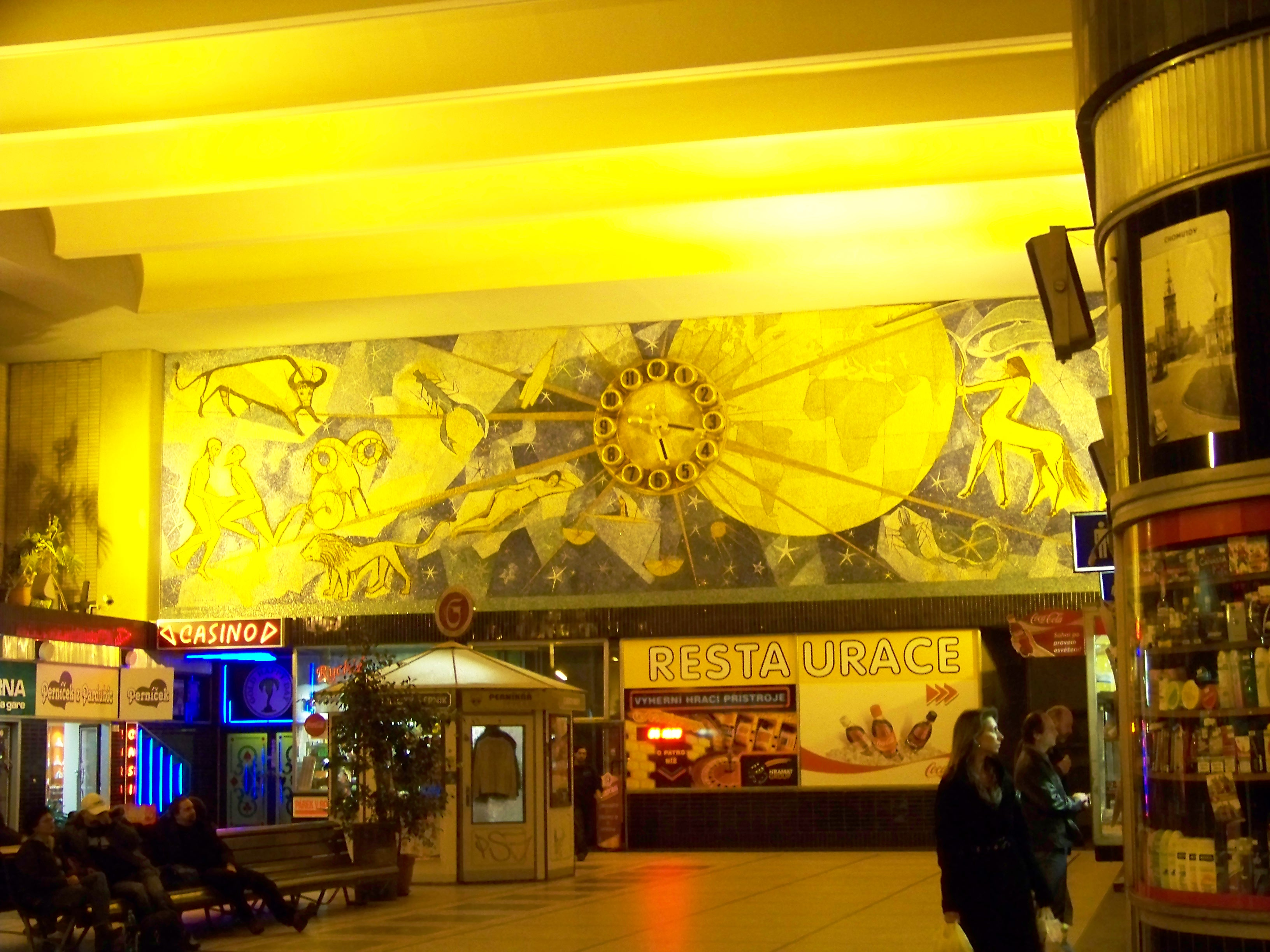
Mozaika zvěrokruhu s hodinami od Jaroslava Moravce
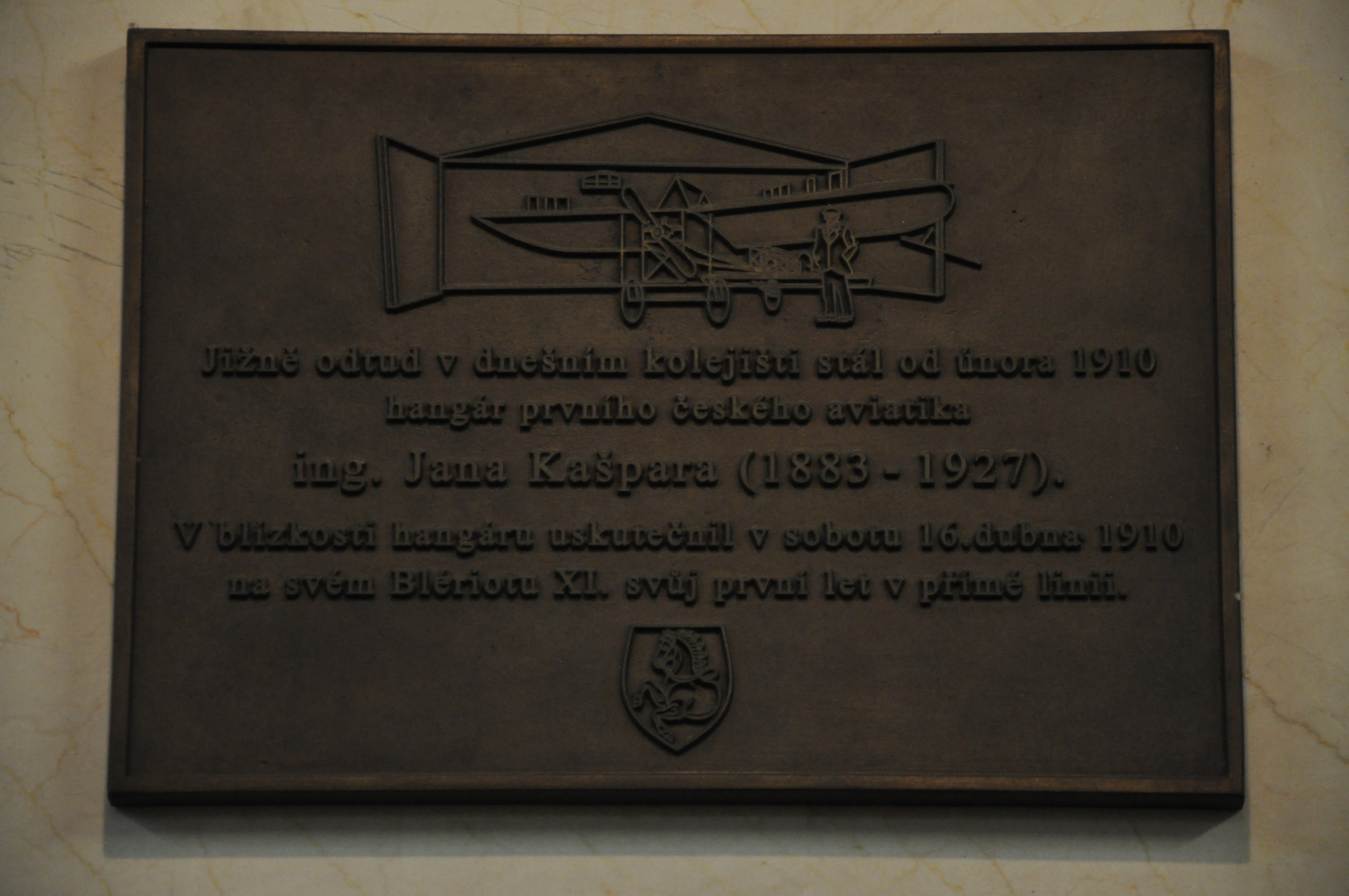
Plaketa připomínající inženýra Jana Kašpara